# 十里岗镇
十里岗乡，是中华人民共和国江西省景德镇市乐平市下辖的一个乡镇级行政单位。

## 行政区划
十里岗乡下辖以下地区：
南港村、三房村、湖洋村、店上胡村、丰源村、篁坞村、白塔村、仓下村、十里岗分场生活区、焦源分场生活区和锰山分场生活区。